# Třída Vishwast
Třída Vishwast je třída oceánských hlídkových lodí indické pobřežní stráže. Celkem byly do služby zařazeny tři jednotky této třídy. Mezi jejich úkoly patří ochrana hlídkování, ochrana výhradní námořní ekonomické zóny země, hašení požárů, nebo mise SAR.

## Pozadí vzniku
Všechny tři jednotky navrhla a postavila indická loděnice Goa Shipyard Limited (GSL) ve Vasco da Gama.
Jednotky třídy Vishwast:
| Jméno              | Spuštěna          | Vstup do služby   | Status  |
| ------------------ | ----------------- | ----------------- | ------- |
| ICGS Vishwast (30) | 4. července 2008  | 17. března 2010   | aktivní |
| ICGS Vijit (31)    | 4. listopadu 2009 | 11. prosince 2010 | aktivní |
| ICGS Vaibhav (32)  | 5. prosince 2009  | 21. května 2013   | aktivní |

## Konstrukce

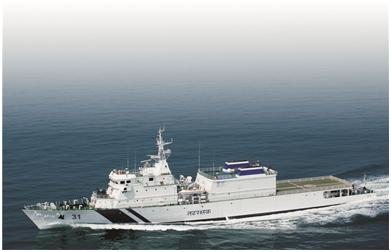
ICGS Vijit (31)

Plavidla nesou dva 6,5metrové rychlé čluny RHIB a tři malé čluny Gemini. Jsou vyzbrojena jedním 30mm kanónem CRN-91 s dosahem 4 km. Palba je řízena elektrooptickým systémem. V případě potřeby však plavidla lze přezbrojit 76mm kanóny. Na zádi se nachází přistávací plocha a hangár pro vrtulník (obvykle HAL Dhruv). Pohonný systém tvoří dva diesely MTU o celkovém výkonu 18 000 kW, pohánějící dva lodní šrouby se stavitelnými lopatkami. Manévrovací schopnosti zlepšuje příďové dokormidlovací zařízení o výkonu 400 kW. Nejvyšší rychlost dosahuje 26 uzlů. Dosah je 4500 námořních mil při rychlosti 15 uzlů.